# Кочетовка (Токарёвский район)
Кочетовка — село в Токарёвском районе Тамбовской области России. 
Входит в состав Даниловского сельсовета.

## География
Расположено в 11 км к северо-западу (по железной дороге) от районного центра, рабочего посёлка Токарёвка.

## Население
| 2002 | 2010 |
| ---- | ---- |
| 534  | ↘456 |

Согласно результатам переписи 2002 года, в национальной структуре населения русские составляли 99 % от жителей.